# Keith Campbell (motociclista)
Keith Ronald Campbell, més conegut com a Keith Campbell   (Melbourne, 2 d'octubre de 1931 - Cadors, 13 de juliol de 1958), fou un pilot de motociclisme australià. El 1957 va guanyar el campionat del món de 350cc com a membre de l'equip de fàbrica de Moto Guzzi i va esdevenir així el primer campió del món de motociclisme australià.
Keith Campbell va créixer al suburbi de Prahran de Melbourne amb l'ambició de ser algun dia campió de motociclisme. Un cop a Europa es va casar amb Geraldine, la cunyada del campió anglès Geoff Duke, i va tornar a Austràlia de viatge de lluna de mel al desembre de 1957. El juliol de 1958 va tornar a Europa com a pilot estel·lar per a participar al Gran Premi de l'Alta Garona de 500cc, una cursa que es disputava al circuit de Cadors, prop de Tolosa de Llenguadoc. Segons la premsa coetània, durant els entrenaments va batre tots els rècords del circuit fent-hi voltes a 115 km/h. Mentre liderava la cursa no va negociar correctament un revolt conegut com a Cox's Corner, es va estavellar i es va morir a l'instant. La causa de la mort fou una fractura de crani. Aquell mateix revolt ja s'havia cobrat la vida del pilot d'automobilisme francès Raymond Sommer el 1950, motiu pel qual el circuit duu el seu nom. La dona de Campbell, Geraldine, era als boxes mirant la cursa però no va veure l'accident.

## Resultats al Mundial de motociclisme
Font:
Barem de puntuació de 1950 a 1968:
| Posició | 1 | 2 | 3 | 4 | 5 | 6 |
| Punts   | 8 | 6 | 4 | 3 | 2 | 1 |

(Ids. Grans Premis | Llegenda) (Curses en negreta indiquen pole; curses en  itàlica indiquen volta ràpida)
| Any  | Categoria | Equip      | 1      | 2     | 3     | 4     | 5     | 6     | 7     | 8     | 9     | Punts | Posició | Victòries |
| ---- | --------- | ---------- | ------ | ----- | ----- | ----- | ----- | ----- | ----- | ----- | ----- | ----- | ------- | --------- |
| 1950 | 250cc     | Excelsior  | IOM -  | CH -  | ULS 6 | NAT - |       |       |       |       |       | 1     | 17è     | 0         |
| 1954 | 500cc     | Norton     | FRA -  | IOM - | ULS - | BEL 5 | NED - | GER - | CH -  | NAT - | ESP - | 2     | 19è     | 0         |
| 1955 | 350cc     | Norton     | FRA -  | IOM - | GER 9 | BEL 3 | NED - | ULS - | NAT - |       |       | 4     | 11è     | 0         |
| 1957 | 350cc     | Moto Guzzi | GER -  | IOM 2 | NED 1 | BEL 1 | ULS 1 | NAT - |       |       |       | 30    | 1r      | 3         |
| 1957 | 500cc     | Moto Guzzi | GER -  | IOM 5 | NED - | BEL - | ULS - | NAT - |       |       |       | 2     | 15è     | 0         |
| 1958 | 350cc     | Norton     | IOM 7  | NED 3 | BEL 3 | GER - | SWE - | ULS - | NAT - |       |       | 8     | 7è      | 0         |
| 1958 | 500cc     | Norton     | IOM NC | NED - | BEL 2 | GER - | SWE - | ULS - | NAT - |       |       | 6     | 9è      | 0         |